# Рождение на Блажена Дева Мария (Белене)
„Рождество на Блажена Дева Мария“ е християнска църква в Белене, България, част от Никополската епархия на Римокатолическата църква. Църквата е енорийски храм. Няколко никополски епископа са имали седалището си в Белене.

## История на енорията
Мисионерът и по-късно първи католически епископ в българските земи Петър Солинат поставя началото на покръстването на павликяните от селата в Северна България – Белене, Ореш, Трънчовица и Лъжене в началото на XVII век. През 1622 г. епископът е отчел 130 павликянски къщи в Белене с около 1000 души, от които 500 бил покръстил. През 1640 г. според епископ Петър Богдан в Белене има 920 католици и 10 турски къщи с 50 души,
Католическото население на четирите села са ядрото на създадената през 1648 г. Никополска католическа епархия. През август същата година Конгрегацията за разпространение на вярата назначава епископ на епархия Филип Станиславов – павликянин от село Ореш. След завършване на образованието си в Рим през 1635 г., се връща в родния край като мисионер. Дълги години той живее в село Трънчовица. Според епископ Станиславов през 1659 г. числото на католиците в Белене е 700 души. За да избегна плащане на данък минавали южно от Балкана или се криели във Влашко, което се потвърждава и от проф. Милетич, че такава миграция е съществувала до селата Калаброво (вероятно днешното Иганово) и Калъчлии (днешния град Раковски).
Епископ Антон Стефанов също отбелязва в отчета си до Рим, че павликяните често сменяли местоположението си при някаква опасност. По течението на река Осъм в Троянско и Ловешко е имало ред от павликянски села.
През XVII век седалище на Никополския епископ е село Белене. По настояване на епископ Пулези през 1760 г. е построена църква, изградена от камък с височината на обикновена къща. През 1766 г. църквата е унищожена от турците вследствие на клевета, а епископът е бил преследван.
През 1871 в Белене има 157 католически, 76 влашки, 12 турски и 10 цигански семейства. Според първото преброяване в Княжество България през 1881 г. в село Белене живеят около 1450 католици.
През 1883 г. текат преговорите между Румъния и Ватикана за отделяне на Влашко от юрисдикцията на Никополската епархия, епископ Иняцио Паоли е в Букурещ и упражнява власт си в епархията чрез генерални викарии, които имат едногодишен мандат със седалище в Белене. Първият носител на тази длъжност е енорийският свещеник в Русе Иполито Агосто. По-късно той е избран за епископ на реорганизираната епархия.
Поради дълбоки разногласия в енорията през последните десетилетия на XIX век, енорията в село Белене е разделена на две. Съществуващият храм „Рождество на Блаженна Дева Мария“ е даден на малцинството, бунтуващо се срещу свещениците-чужденци (наричани национални дейци), и се учредява нова енория за останалите, които се интересуват от качествата на духовенството (наричани доминисти), а не от националността им. Така в Белене се ражда втарата енория Свети Антон Падуански с първи свещеник поляка с немско поданство Вилибалд Чок. Заради размирици от 1897 до 1900 г. енорията е без свещеник.
Любопитни сведения за енорийския живот и енорийските свещеници, служили в Белене, са публикувани в брошура, издадена на латински език в Рим през 1912 г.
През 1919 г. енорията има 1760 миряни и енорийски свещеник е отец Карл Раев с помощник Петър Аров. На 8 септември 1919 г. в Белене е основано Българско католическо самообразователно и просветно дружество (читалище) „Епископ Филип Станиславов“.
През 1926 г. до самата църква е отлята голямата камбана от софийски леяри Алексиеви. По същото време пред църквата е издигнат паметник на убитите във воините католици от селото.
Белене е родно място на Блажения епископ Евгений Босилков. През 1947 г. в Белене пристига сестра Лициния Плачков - монахиня от ордена на Свети Винкентий. Тя започва да служи в енория „Рождение на Блажена Дева Мария“, но обучава децата от двете енории да свирят на пиано и сформира детски църковен хор към двата католически храма в града. Хорът пее при първото посещението монсиньор Босилков в родното му място като избран никополски епископ. След екзекуцията на епископ Босилков през 1952 година и прогонване на монасите-мисионери и монахините от други страни, сестра Лициния остава сама в Белене. Новата власт я задължава да обучава на пиано децата в читалището. Обучаваните от нея деца завършват обучението си с концерт и получават диплома за завършена школа по начално музикално образование. Две години по-късно сестра Лициния възобновява подготовката на децата за вземане на първо причастие. Създава и ръководи два църковни хора към двата храма в Белене в продължение на 40 години. През 1976 г. сестра Лициния написва в Белене песен-химн в чест напокровителка на църковните хорове Света Цецилия.
В енорията са служели отец Филип Романов и бъдещия епископ отец Петко Христов. След тях енористи за кратко са били отците Игнат Бадов, Симеон Луков и Георги Арлашки. От 2000 до 2011 г. енорист е отец Корадо Газбарро. След него за кратко за миряните се грижи отец Ремо Гамбакорта.
От септември 2012 г. енорист е отец Паоло Кортези. Поради противоречие с местната власт и някои миряни във връзка с неговата покана да настани в Белене законно-пребиваващо в България сирийско семейство, той е отзован за кратко в началото на март през 2017 г. и напуска България На 31 същия месец – рождения ден на отец Паоло – пожар изгори и повреди голяма част от интериора на помощните помещения на църквата.

## Енористи
- отец Мартин от Имочи OFM oss(1614)
- отец Тома от Радо OFM oss (1637)
- отец Павел от Босна OFM oss (1649)
- отец Бениньо от Търново OFM oss (1650-1659)
- отец Рафайл от Чипровци OFM oss (1659)
- отец Франциск Бенкович от Рагуза (1666-1672)
- отец Георги Юрашич OFM oss (1677)
- монс. Антон Стефанов OFM oss (1677-1688)
- отец Филип от Горно Лъжене (1696)
- монс. Марко Андрияшевич (1713-1723)
- отец Михаил Добромиров (1723-1727)
- отец Джованни Баттиста Джулиани (1728)
- отец Лука Рафаеле Биаджи (1728-1735)
- отец Паоло Келос (1739-1742)
- дон Сефано Гандолфо CSJB (1759-1762)
- дон Джованни Баттиста Пароди CSJB (1762)
- дон Доменико Антола CSJB (1765-1766)
- отец Никола Горанов (1787-1800)
- отец Бонавентура Паолини СР (1801-1804)
- отец Фортунато Ерколани СР (1808-1810)
- отец Бонавентура Федели СР (1808)
- дон Микеле Санчо (1811-1813)
- отец Григори Новак (1815)
- отец Джузепе Молайони СР (1816)
- отец Маттео Балдини СР (1819-1826)
- отец Филиппо Скварчиа СР (1830-1834)
- отец Луиджи Чинти СР (1834-1835)
- отец Анджело Страмучи СР (1835)
- отец Лудовико Капело СР (1836-1838)
- дон Никола Пенов (1838-1840)
- отец Карло Романо СР (1840-1857)
- отец Еудженио Валенте СР (1858-1866)
- отец Теодоро Челли СР (1866-1869)
- отец Мариано ди Понцо СР (1869-1872)
- отец Еразмо Гильотти СР (1872-1874)
- дон Винченцо Яковски (1875-1878)
- отец Бонавентура Мимлич СР (1879-1881)
- отец Григорий Пиегса СР (1881-1883)
- отец Камилло Шеинет СР (1883-1884)
- отец Джузеппе Миранди СР (1884-1886)
- отец Онорато Карлесимо СР (1886-1892)
- отец Габриеле Ферри СР (1892-1895)
- отец Иван Пистит osa ab ass (1895-1897)
- От 1897 до 1900 без свещеници, за наказание.
- отец Атанас Наскидов (1900-1902)
- отец Силвестро Лилла СР (1902-1906)
- дон Карл Дженов Раев (1906-1920)
- дон Петър Аров (1920)
- отец Вартоломей Тасков СР (1924-1933)
- отец Никола Калчев СР (1933-1943)
- отец Дамян Талев Антонов СР (1947-1949)
- отец Михайл Николов СР (1949-1964)
- отец Георги Шипка
- отец Йосиф Рафайлов Йонков
- отец Игнат Бадов (1981-1983)
- отец Филип Романов (1983-1992)
- отец Петко Христов (1992-1995), по-късно избран за епископ
- отец Симеон Луков
- отец Георги Арлашки
- отец Корадо Газбарро (2000-2011)
- отец Ремо Гамбакорта (2012)
- отец Паоло Кортези (2012-днес)

## История на храма
Първите исторически данни за наличието на църква в Белене са открити в доклад на епископ Петър Солинат от далечната 1622 г. Той е успял да построи една малка къща за трима мисионери. В друг доклад от 1625 г., епископ Илия Маринов пише, че „в село Беляни има дървена църква, дълга 11 крачки и широка – 6, намира се на самия дунавски бряг и е посветена на Успение Богородично. Църквата е обновена и препокрита от францисканския брат Мартино с дарения от чужбина.“
През 1721 г., епископ Марко Андрияши посочва в свой доклад, че „Църквата в Белене е покрита с дъски и е доста пострадала от щетите на времето и хвърляните от турците камъни. Търся начин да уредя от Високата Порта разрешение да пооправя тази църква и да я покрия с керемиди.“
В документ от 1766 г. се съобщава, че по настояване на епископ Никола Пулиеси, през 1760 г. е изградена сравнително голяма църква, зидана от камък, но доста ниска, приличаща повече на обикновена къща. И този храм не просъществува дълго. Беленчани остават без църква за повече от 60 г.
През 1831 г. започва строежа на нова малка църква, която е завършена през април 1832 г. От писмата на отец Филип Скуарча, става ясно, че през 1832 г. първият секретар на пашата моли свищовския войвода да даде разрешение за построяване на нов по-голям храм в Белене. По това време в Белене има около 800 католици.
През 1838 г. епископската резиденция е върната отново в България и отново в село Белене. Шест години по-късно, там се установява и Никополският епископ – епископ Джузепе Молайони, който чрез дарение от Конгрегацията за разпространение на вярата от град Лион, успява да ремонтира църквата и я преструктурира изцяло.
По силата на предписанията за религиозните свободи на Хатихумаюнa от 1856 г. епископ Анджело Парси поръчал в Букурещ две камбани за енорията и на 10 февруари 1857 г. са монтирани.
През 1860 г. е построена голяма църква посветена на Рождение на Блажена Дева Мария с финансова помощ от Австро-Унгария и Италия, а местното население помага с материали и труд. Еноррист по това време е отец Евгений Валенте.
На 4 август 1917 г. при силна буря гръмотевица е засегнала камбанарията и църквата.
По време на служението на отец Никола Калчев (от 1933 до 1943 г.) са били изографисани стените на църквата и е доставен нов хармониум. Картини на тавана - „Св. Богородица“, „Св. Тройца“ и „Бичуването на Петър и Павел" са от унгареца Йосиф Кит, а по стените от художник руснак. Църквата е елекртифицирана през 1949 г.
На 8 април 2000 г., e осветен главният олтар на църквата и към старите мощи е добавено парче от ризата, напоена с кръвта на блажения епископ Евгени Босилков.
През 2020-2021 г. сградата на църквата е ремонтирана по проекта на архитектите Александър Генчев и Иглика Люцканова. Фасадите на църквата са изцяло реставрирани, като съществувалите някога мазилкови орнаменти и капители са възстановени от гранит и мрамор. Декоративният релеф в централния фронтон е възстановен от бял мрамор. Аварийно укрепваната в годините камбанария с допълнително изградени бетонови пиластри е възстановена в първоначалния си вид. Конзолите и фризовете на двете странични врати на западната фасада, подменени с поликарбонатни двускатни покривчета, са изцяло реставрирани. Гранитен цокъл със завършващ фриз подменя правеният допълнително мозайков цокъл. Направено е художествено осветление, което подчертава декоративните елементи по фасадите и камбанарията.
В интериора са въведени нови елементи. Мотивите в централната пътека в църквата, която води към олтара до Презвитериума и е от гранит и мрамор в различни цветове, са заимствани от чипровските килими, с което се подчертават корените на католическата вяра, които тръгнала от Чипровци. Изцяло е променен и презвитериума, запазвайки стария олтар, но изцяло облечен с мрамор в различни цветове. Зад олтара цялата част на дарохранителницата е напълно реновирана с колони и мрамор, а в средата, над дарохранителницата, е поставена старата икона на Рождението на Дева Мария. Тя е заобиколена от синя мозайка. Олтарната маса е изградена в стила на олтара зад нея, като са заимствани характерните двойни кръгли колони, облечени в мрамор. Между тях е разположена мозайка, изобразяваща Агнеца Божий с кръст, върху книгата или свитъка със седемте печата, която Йоан от Патмос вижда в Откровение от Исус Христос. Художникът Стоян Карагеоргиев е автор на мозайката.
По време на основния ремонт на храма на 8 април 2020 г., под олтара са поставени мощите на блажен Евгений Босилков, свети Павел от Кръста, света Емили дьо Виалар (основателка на девическата конгрегация Св. Йосиф на Явлението), свети Винченцо М. Страмби и на младежите-пасионисти свети Габриеле от Скръбната Божия Мария, света Джема Галгани, блажени Мъченици от Даймиел (26 испански младежи), блажен Гримоалдо Сантамария, и блажен Пио Кампидели. На 15 декември 2021 г. в конкурса „Сграда на годината България 2021 г.“ ремонтираната сграда на църката поличава специалната награда в категория: Социална инфраструктура и сгради със специално предназначение.
Храмов празник – 8 септември.

## Светилище „Блажения Евгений Босилков“
Тази църква е обявена за епархийно светилище „Блажен Евгений Босилков“ от епископ Петко Христов с Декрет от 16 ноември 2000 г. В Светилището се намира кръщелният купел, в който е кръстен след раждането му на 16 ноември 1900 г.
На олтара, посветен на него е иконата, изобразяваща традиционния образ на Блажения и реликвата на епископ Евгений Босилков – капсула, изработена във Ватикана и дарена от папа Йоан Павел II. Реликвата е част от ризата на бл. Евгений, която е носил в Софийския затвор, по която са останали следи от кръв – видим знак за мъченията, на които е бил подложен. Поклонниците, които посещават Светилището, могат да получат пълна Индулгенция в деня на празника на блажения – 13 ноември и по време на поклонение.
Светилището е поверено на събратята на Блажен Евгений Босилков – отците Пасионисти. От 8 септември 2012 г. ректор на Светилището е отец Паоло Кортези.